# 耶拉金島

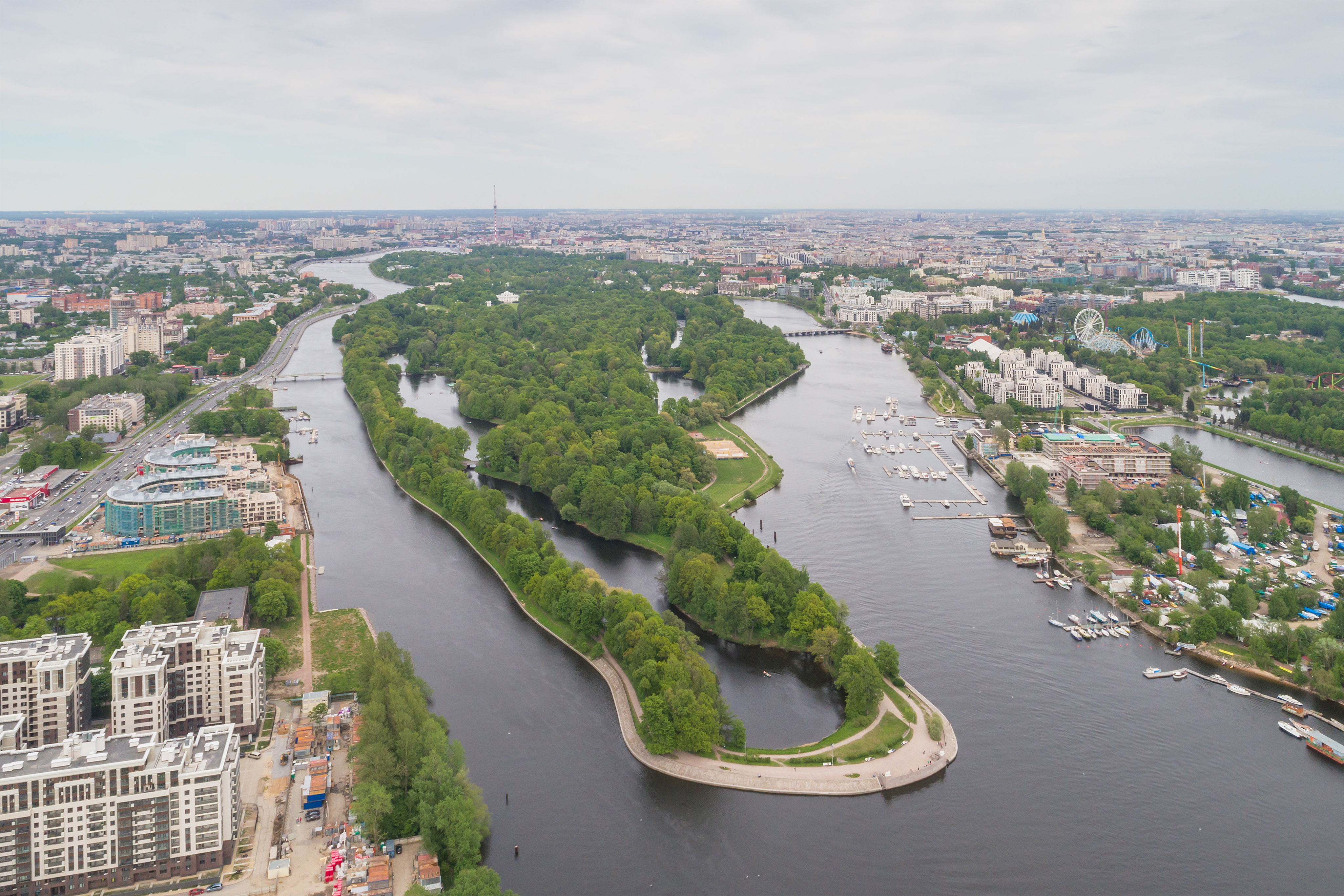

59°58′46″N 30°16′05″E / 59.979407°N 30.26808°E
耶拉金島（俄语：Елагин остров）是位於俄羅斯聖彼得堡涅瓦河中的一個島嶼。耶拉金島是耶拉金宮的所在地。除了耶拉金宮之外，島上海有數座建築。耶拉金島是聖彼得堡市民週末休閒的熱門去處。島上有腳踏車道等遊樂設施。耶拉金宮本身現在也是博物館和公園。
 维基共享资源上的相關多媒體資源：耶拉金島